# خوان مارتين بارودي
خوان مارتين بارودي (بالإسبانية: Juan Martín Parodi)‏ هو لاعب كرة قدم أوروغواياني في مركز الوسط، ولد في 22 سبتمبر 1974 في بايساندو في الأوروغواي. شارك مع منتخب الأوروغواي لكرة القدم. أما مع النوادي، فقد لعب مع أوليمبيا أسونسيون وأوليمبياكوس فولو والنادي الأهلي وديبورتيفو إسبانول وديبورتيفو بيريرا وديفينسور سبورتينغ وزاكاتيبيك وطوروس نيزا ونادي أتليتيكو كولون ونادي أولمبياكوس ونادي بانيونيوس ونادي شباب الأهلي وناسيونال مونتيفيديو وهوراكان.

## وصلات خارجية
- خوان مارتين بارودي على موقع قاعدة بيانات كرة القدم.إي يو (الإنجليزية)
- خوان مارتين بارودي على موقع ناشيونال فوتبول تيمز (الإنجليزية)
- خوان مارتين بارودي على موقع Soccerway.com (الإنجليزية)